# مخيمات المهاجرين
كانت مخيمات المهاجرين في إسرائيل (عليا المهاجرين) مخيمات استيعاب اللاجئين المؤقتة، وكانت تهدف إلى توفير محل إقامة للتدفقات الهائلة من اللاجئين اليهود والعليا (المهاجرين اليهود) الذين يصلون إلى دولة فلسطين الخاضعة للانتداب والتي سميت لاحقًا دولة إسرائيل المستقلة، وكان ذلك منذ بداية عام 1947. وكانت مخيمات الخيام تستوعب في البداية الناجين من الهولوكوست في أوروبا، ثم أصبحت لاحقًا وبشكل كبير ملجأً للاجئين اليهود من الشرق الأوسط وشمال إفريقيا. ومع بداية عام 1950 تم تحويل مخيمات المهاجرين إلى مخيمات مؤقتة وتحسنت الظروف المعيشية وحلت المساكن المصنعة من المعادن محل الخيام.

## معلومات تاريخية

### النشأة
توصلت الوكالة اليهودية مع بداية عام 1947 إلى اتفاق مع السلطات البريطانية ينص على أن اليهود المهاجرين سيصلون إلى إسرائيل وفقًا لشهادات شهرية أو ربع سنوية وسيظلون قيد الحبس لدى السلطات البريطانية. وتم الاتفاق على أنه في حالة حصولهم على شهادة مناسبة من متبرع، سيتم إطلاق سراح المهاجرين من معسكرات الاحتجاز.
وعلى مدار عام 1947 كان يصل شهريًا إلى فلسطين الخاضعة للانتداب البريطاني ما يقرب من 750 مهاجرًا وفقًا لهذه الاتفاقية وكان يتم احتجازهم داخل معسكر اعتقال أتليت. ولكن نظرًا للظروف القاسية في معسكر أتليت، تم نقل العديد من المهاجرين إلى معسكر المهاجرين كيرات شمعول، الذي كان أيضًا عبارة عن معسكر اعتقال خاصع للسلطة البريطانية. ولقد تم الاتفاق على أن يكون حراس المعسكر من رجال البوليس اليهود من شرطة الانتداب وليس من البريطانيين. وكانت الوكالة اليهودية مسؤولة عن الإدارة الداخلية للمعسكرات في أتليت وكيرات شمعول، بينما كانت منظمة هداسا تقدم الخدمات الطبية. ويعتبر معسكر كيرات شمعول أول مخيم مهاجرين فعلي، حيث كان يسع 700 شخص.
تم إنشاء مخيم آخر للمهاجرين تحت اسم «نيو حاييم» في النصف الأول من عام 1947 بالقرب من الخضيرة، وكان هذا المخيم يقدم المأوى لمن يتم إخلاء سراحهم من معسكر اعتقال أتليت ومن معسكر كيرات شمعول. وكان متوسط إقامة المهاجرين في نيو حاييم في ذلك الوقت 3 أسابيع تقريبًا.
مع تزايد فرصة هجرة 100 ألف من الناجين من الهولوكوست، قامت الوكالة اليهودية بتجهيز آلاف الشقق داخل المدن والقرى، بالإضافة إلى عشرة مخيمات مهاجرين من بينهم مخيم المهاجرين بالقرب من كفر أزار الذي يسع لمائتي شخص. ورغم ذلك، ظلت معظم مخيمات اللاجئين التي تم تجهيزها حديثًا خالية بنهاية عام 1947، حيث كانت أعداد كبيرة من المهاجرين الوافدين يقيمون في معسكر اعتقال أتليت (كان يسكنه 1400 مهاجر في شهر نوفمبر) وفي مخيمات اللاجئين في كيرات شمعول وبالقرب من الخضيرة.

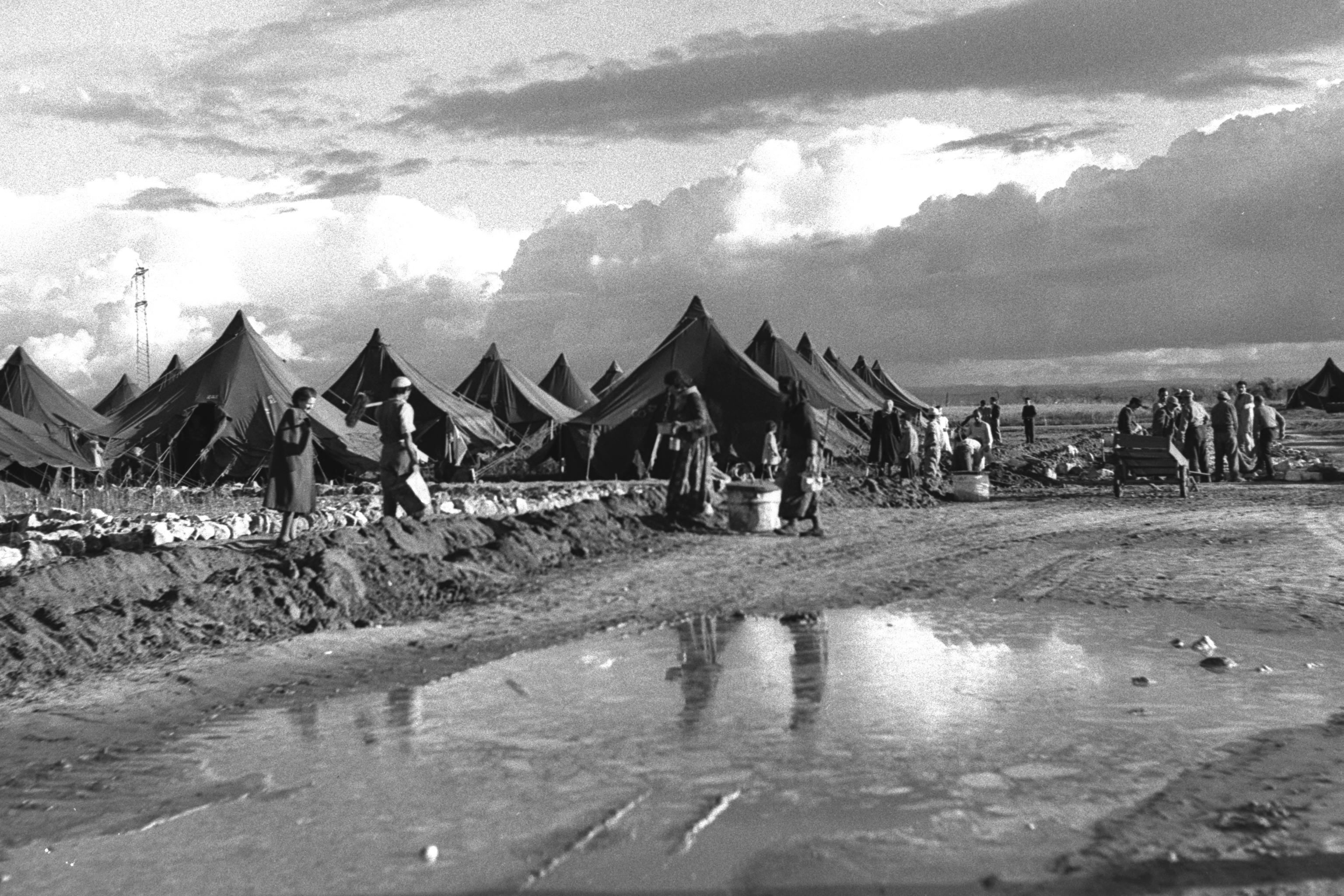
معسكر المهاجرين برديس حنه (1 ديسمبر 1950)

تزايد تدفق المهاجرين اليهود عقب قرار الأمم المتحدة بتقسيم فلسطين في شهر نوفمبر ولقد تم تسكينهم في مواقع جديدة تم إنشاؤها في المعسكرات العسكرية السابقة والتي تم إجلاء البريطانيين منها. ولقد تم إنشاء مخيم المهاجرين برديس حنه في هذا الوقت بالإضافة إلى مخيمات مهاجرين أخرى بالقرب من رعنانا وبيت ليد وبنيامينا وروش حايين. ثم تم لاحقًا إنشاء المزيد من المخيمات في بير ياعكوف وكيرات الياهو (حيفا) وكيرات موتزكين وريهوفوت والقدس. ولقد سكن المهاجرون في تلك المخيمات حيث لم يكن بمقدورهم الحصول على ترتيبات أفضل أو الحصول على مساعدة من الأقارب.

### زيادة تدفق المهاجرين
كان هناك 20 مخيم مهاجرين في جميع أنحاء إسرائيل مع نهاية عام 1948، وكان يسكنها 35 ألف مهاجر، بينما لا تزال سعتها 50 ألف تقريبًا. ولقد طالت الفترة الزمنية التي يقضيها المهاجرون في معسكرات المهاجرين كثيرًا وكثيرًا مع مرور الوقت حيث كانت تتجاوز الشهر.
مع نهاية عام 1949 كان 90 ألف يهودي يسكنون في مخيمات المهاجرين؛ ومع نهاية عام 1951 ارتفع هذا التعداد ليتجاوز 220 ألف شخص يعيشون في 125 مجتمعًا منفصلاً. ولكن الوصول المفاجئ لما يزيد عن 130 ألفًا من يهود العراق إلى إسرائيل مع بداية العقد الخامس من القرن العشرين دل على أن ثلث سكان مخيمات المهاجرين تقريبًا هم من اليهود من أصل عراقي. وبالإضافة إلى يهود العراق، أعادت الأعداد الكبيرة من اليهود الليبيين واليمنيين تشكيل تعداد سكان مخيمات اللاجئين لتصبح مجتمعات تحوي نسبة كبيرة من اليهود السفارديين واليهود المزراحيين.

### تحويل مخيمات المهاجرين إلى مخيمات انتقالية
لقد كانت البيئة قاسيةً على اللاجئين والمهاجرين في مدن الخيام. ومن ثم تم توفير مساكن أكثر مناسبةً للسكنى لتحل محل تلك الخيام، وتم تحويل المخيمات إلى «مخيمات انتقالية» أو معبروت. ولقد تم إنشاء أول مخيم انتقالي في شهر مايو من عام 1950 في القدس، وفي غضون عامين كان ما يزيد عن 220 ألف شخص يسكنون في المخيمات الانتقالية المتحولة. ولقد تم تسكين معظم سكان المعبروت في مساكن معدنية مؤقتة. وكان ما يزيد عن 80% من سكان المخيمات الانتقالية من اليهود اللاجئين من الدول العربية والمسلمة في الشرق الأوسط وشمال أفريقيا.
بمرور الوقت، تحولت المعبروت إلى مدن إسرائيلية أو تم امتصاصها كأحياء سكنية في المدن القريبة منها، وتم توفير منازل دائمة لسكان المعبروت. فبعد عام 1952 بدأ عدد من يسكنون المخيمات يتناقص وتم إغلاق آخر معبروت عام 1963 تقريبًا. وأصبحت معظم المخيمات الانتقالية مدن تنمية - بالعبرية "Ayarat Pitu'ach". وتضم المعبروت التي أصبحت مدنًا كريات شمونة وسديروت وبيسان ويوكنعام وأور يهودا ومجدال هعيمق.

## الظروف
لقد كانت مخيمات المهاجرين في حقيقة الأمر عبارة عن مدن من الخيام تقع في زمام المدن والقرى اليهودية. وكانت المؤسسات تدعم سكان مخيمات المهاجرين دعمًا شاملاً ولا تلزمهم بالعمل وإعالة أنفسهم. وكانت الوكالة اليهودية مسؤولة عن الإدارة الداخلية للمخيمات. ولكن تغير الوضع بعد تحويل مخيمات المهاجرين إلى مخيمات انتقالية مع بداية العقد الخامس، عندما تحول الكثيرون من سكان المخيمات الانتقالية إلى العمل.